# La Mallieule
La Mallieule is een gehucht in de gemeente Saint-Georges-sur-Meuse in de Belgische provincie Luik.
De plaats ligt in het zuiden van de gemeente, aan de Maas tussen Flône en Engis en wordt gekenmerkt door industrie. 

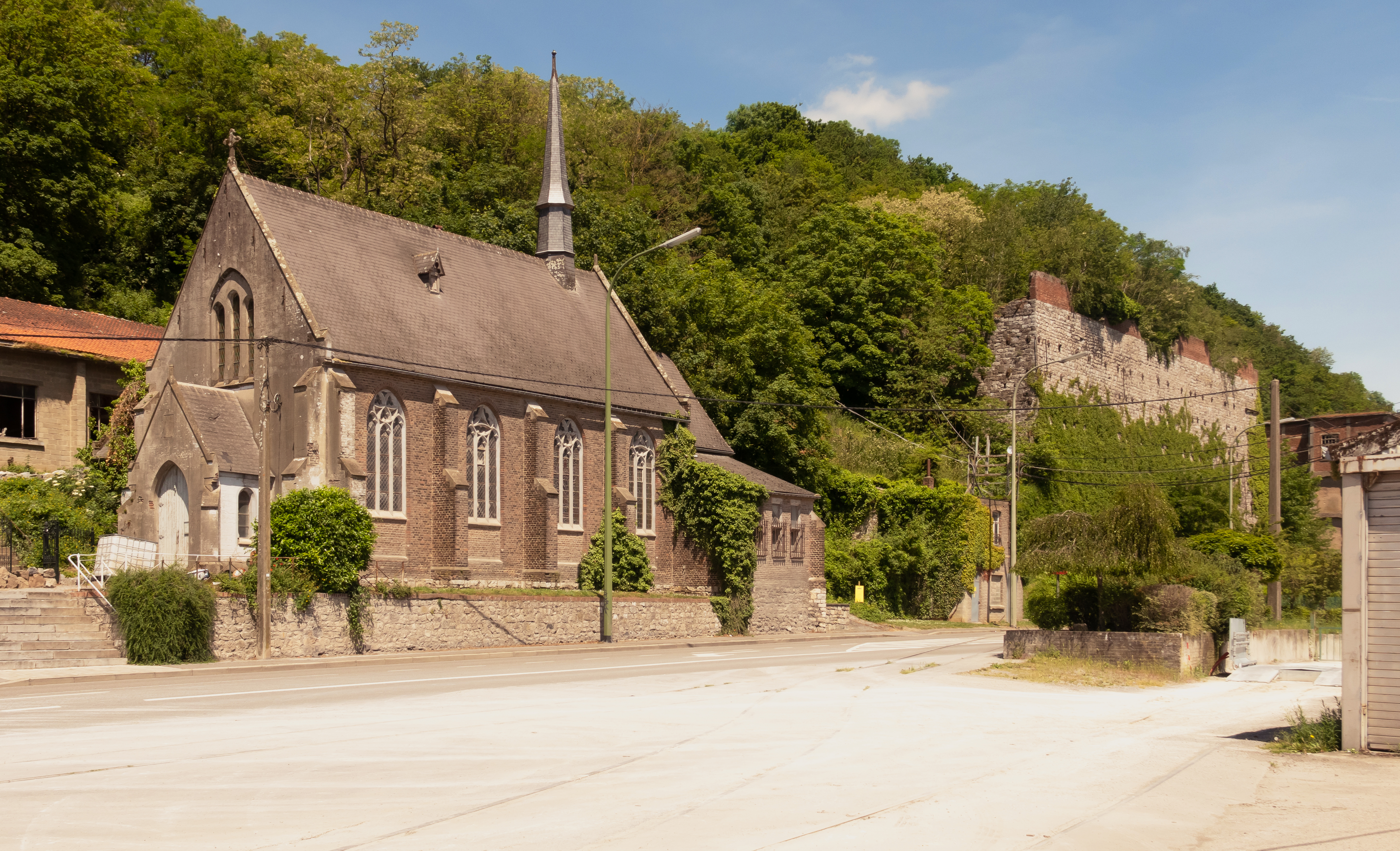
Église Sainte-Barbe

## Geschiedenis

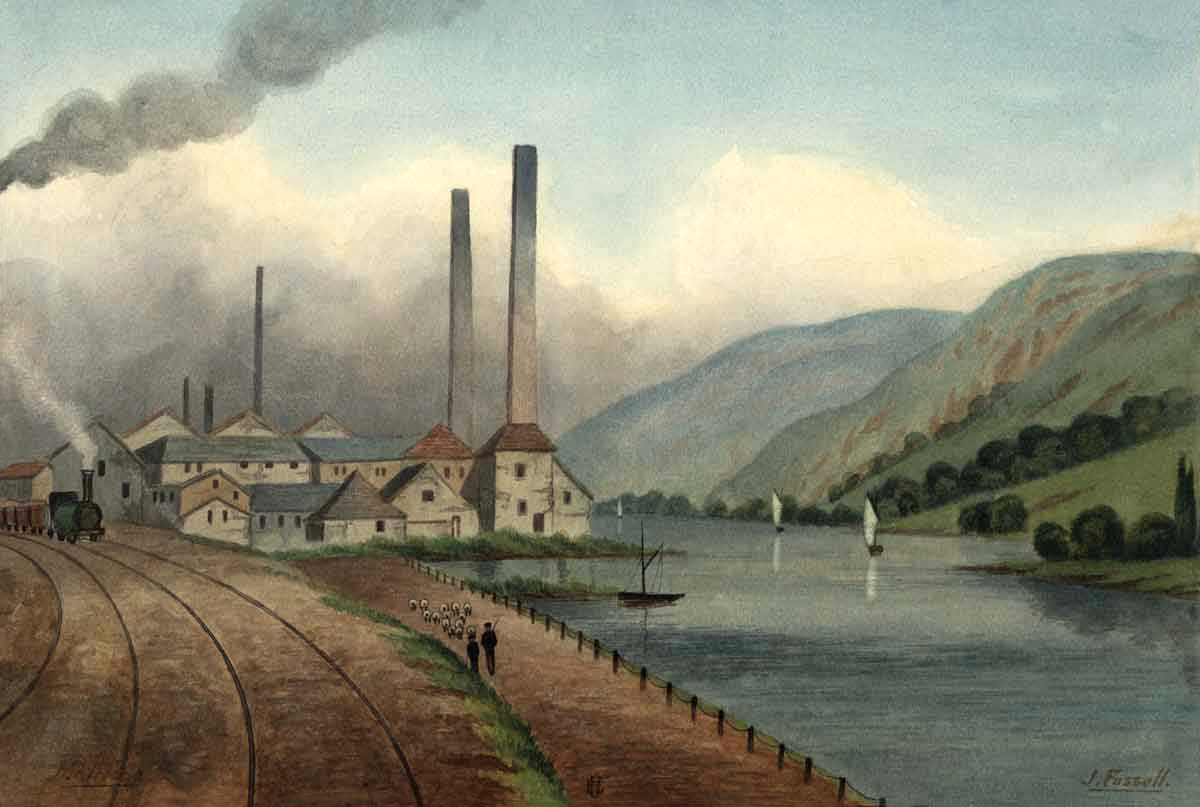
Industrie van de Vieille Montagne aan de Maas in La Mallieule, 19de-eeuws schilderij van Joseph Fussell

Vanaf de 13de eeuw ontgonnen de monniken van de Abdij van Flône hier looderts, steenkool en ijzererts. De Ferrariskaart uit de jaren 1770 toont hier het gehucht Mallieue, langgerekt langs de Maas, met achter het gehucht de groeves.
In 1797 werd de abdij opgeheven en werden de mijnen onteigend. Ze werden overgenomen door Jean-Theodore Pacqô. In 1844 werd de SA de la Grande-Montagne opgericht. In 1846 bouwde men een zinksmelter en in 1852 werd het bedrijf gekocht door de Vieille Montagne. De zinksmelter werd in 1979 stilgelegd omdat men was overgegaan op elektrolytische zinkbereiding. De leegstaande gebouwen zijn deels nog aanwezig.
Begin 20stee eeuw werden hier de steengroeven en kalkovens van Dumont-Wautier geopend. Er werd kalksteen gewonnen en gebrand. Men profiteerde van de goede transportmogelijkheden over de rivier en de weg. Het Luikse industriegebied lag nabij.

## Bezienswaardigheden
- De Sint-Barbarakerk (Église Sainte-Barbe) is een neogotisch kerkgebouw uit 1884.

Dommartin · La Mallieue · Saint-Georges-sur-Meuse · Stockay · Sur-les-Bois · Tincelle · Warfusée

Belgische gemeenten · Arrondissement Verviers · Luik · Wallonië